# Cycliostephanus longibursatus
Cycliostephanus longibursatus är en rundmaskart. Cycliostephanus longibursatus ingår i släktet Cycliostephanus, och familjen Strongylidae. Arten är reproducerande i Sverige.